# The Devil You Know
Pour les articles homonymes, voir Devil You Know.
Albums de Heaven and Hell
Live From Radio City Music Hall
(2007) Neon Nights: Live In Europe
(2010)
The Devil You Know est le seul album studio du groupe britannique de heavy metal Heaven and Hell, sorti le 28 avril 2009.

## Production
Le premier single issu de cet album est Bible Black. Ce single est matériellement sorti uniquement en format vinyle 45 tours. L'album a atteint la huitième place du Billboard 200, classement des meilleures ventes d'albums aux États-Unis.

## Liste des morceaux
1. Atom and Evil – 5:15
2. Fear – 4:48
3. Bible Black – 6:29
4. Double the Pain – 5:25
5. Rock and Roll Angel – 6:02
6. The Turn of the Screw – 5:02
7. Eating the Cannibals – 3:37
8. Follow the Tears – 6:12
9. Neverwhere – 4:35
10. Breaking Into Heaven– 6:53

## Musiciens
- Ronnie James Dio — chant († 16/05/2010)
- Tony Iommi — guitare
- Geezer Butler — basse
- Vinny Appice — batterie

### Musicien additionnel
- Mike Exeter — claviers

## Classements hebdomadaires
| Classement (2009)                  | Meilleure place |
| ---------------------------------- | --------------- |
| Allemagne (Media Control AG)       | 17              |
| Autriche (Ö3 Austria Top 40)       | 37              |
| Belgique (Flandre Ultratop)        | 84              |
| Canada (Canadian Albums Chart)     | 24              |
| Danemark (Tracklisten)             | 26              |
| Espagne (Promusicae)               | 95              |
| États-Unis (Billboard 200)         | 8               |
| États-Unis (Hard Rock Albums)      | 1               |
| Finlande (Suomen virallinen lista) | 5               |
| France (SNEP)                      | 53              |
| Italie (FIMI)                      | 45              |
| Norvège (VG-lista)                 | 15              |
| Pays-Bas (Mega Album Top 100)      | 38              |
| Royaume-Uni (UK Albums Chart)      | 21              |
| Royaume-Uni (Rock & Metal Albums)  | 1               |
| Suède (Sverigetopplistan)          | 8               |
| Suisse (Schweizer Hitparade)       | 31              |